# Свети Ђорђе (Бањаса)
Свети Ђорђе (рум. Sfântu Gheorghe) насеље је у Румунији у округу Ђурђу у општини Бањаса. Oпштина се налази на надморској висини од 56 m.

## Становништво
Према подацима из 2002. године у насељу је живело 314 становника, од којих су сви румунске националности.